# Wesmaelius reisseri
Wesmaelius reisseri är en insektsart som beskrevs av U. Aspöck och H. Aspöck 1982. Wesmaelius reisseri ingår i släktet Wesmaelius och familjen florsländor. Inga underarter finns listade i Catalogue of Life.